# Ludwig Kohlen
Ludwig Kohlen (* 16. Januar 1870 in Viersen; † 10. März 1951 in Bonn) war ein deutscher Politiker.

## Leben
Nachdem er bei der Stadt Ruhrort als Steuersekretär beschäftigt war, wurde er am 7. August 1903 Beigeordneter der Gemeinde Stoppenberg. Zwischen dem 1. Oktober 1906 und dem 1. September 1924 war er Bürgermeister der neu gegründeten Gemeinde Kray. Er war der Vater der später wegen Mordes verurteilten Vera Brühne.